# Xã Findlay, Quận Allegheny, Pennsylvania
Xã Findlay (tiếng Anh: Findlay Township) là một xã thuộc quận Allegheny, tiểu bang Pennsylvania, Hoa Kỳ. Năm 2010, dân số của xã này là 5.060 người.